# 臭化物
臭化物イオン（しゅうかぶつイオン、Bromide ion）とは、-I価の電荷を帯びた臭素原子である。
厳密には酸化数が-1である臭素の化合物を臭化物（bromides）と呼ぶ。同様に、これに分類される個々の化合物もまた臭化物（bromide）と呼ぶことができる。分類上、臭化セシウムのようなイオン結晶、二臭化硫黄のような共有結合化合物も含むことがある。

## 自然界の臭化物
臭化物は標準的な海水には約65mg/Lの濃度で溶け込んでおり、これは海水中の全ての塩類の0.2%に当たる。シーフードには概して高水準の臭化物が含まれる。また、陸上から得られる食物の臭化物量は多様である。

## 化学
希硝酸または硝酸銀を使って臭化物イオンの検出ができる。また、アンモニア水によってクリーム色の沈殿が消失する。

## 医学的利用
臭化物化合物、特に臭化カリウムは19世紀から20世紀初頭にかけて鎮静剤として多用された。これによって、ブロマイド（bromide）という言葉が口語で、（鎮静剤・気休めとして多用されるような）「陳腐で退屈な常套句」を意味することになった。ただし わが国では、臭化銀（シルバー・ブロマイド）を感光剤として用いた印画紙 (Bromide paper) を指す和製英語からさらに転じて、タレントなどのコレクション用肖像写真「プロマイド (Puromaido)」を差すことが多い。
臭化物イオンには抗てんかん作用があり、特に獣医学において臭化物塩が未だに使われている。
臭化物による副作用にはいわゆるブロム中毒があり、多様な神経症状を引き起こす。また、皮膚疾患も引き起こす可能性がある。詳細は臭化カリウムを参照のこと。
臭化リチウムは1900年代初頭に鎮静剤として使用され始めたが、一部の心臓病患者が代用塩としてそれを用いたのち死亡したため1940年代には人気を失った。現在では、炭酸リチウムと塩化リチウムのように臭化リチウムも、双極性障害の治療に使われている。

## 生物学
臭化物は好酸球（多細胞寄生虫を処理するために特殊化された顆粒細胞の白血球）にとって必要なものである。好酸球は、優先して臭化物を使う酵素である好酸球ペルオキシダーゼの反応によって抗寄生虫性臭素化化合物を発生させるために臭化物を使っているのである。
身体によって臭化物が使われているにもかかわらず、臭化物が生命にとって必須であるとはわかっておらず、普通その機能は塩化物に（場合によっては不十分ながら）取って代わられる可能性がある。